# Torneo de Candidatas 1980
El Torneo de Candidatas de 1980 fue un torneo de ajedrez donde ocho de las mejores jugadoras de ajedrez se enfrentaron para decidir la retadora para el Campeonato Mundial Femenino de Ajedrez de 1981.

## Participantes
| Título                       | Jugadora                    | Método de Clasificación                    | Notas                                                        |
| Torneo de Candidatas         | Torneo de Candidatas        | Torneo de Candidatas                       | Torneo de Candidatas                                         |
| ---------------------------- | --------------------------- | ------------------------------------------ | ------------------------------------------------------------ |
| WGM                          | Nona Gaprindashvili         | Perdedora del Campeonato Mundial de 1978   |                                                              |
| WGM                          | Ala Kushnir                 | Finalista del Torneo de Candidatas 1977    | Se retiró del ajedrez                                        |
| Interzonal de Alicante       |                             |                                            |                                                              |
| WGM                          | Elena Fatalibekova          | Semfinalista del Torneo de Candidatas 1977 |                                                              |
| WGM                          | Elena Akhmilovskaya         | Semfinalista del Torneo de Candidatas 1977 |                                                              |
| WGM                          | Tatiana Lemachko            | Cuartos de final de 1977                   |                                                              |
| WGM                          | Alexandra Van Der Mije      | Zonal Europeo Oeste 1                      | Nominadas                                                    |
| WIM                          | Nieves García Vicente       | Zonal Europeo Oeste 1                      | Nominadas                                                    |
| WGM                          | Mária Ivánka                | Zonal Europeo Este                         |                                                              |
| WIM                          | Gertrude Baumstark          | Zonal Europeo Este                         |                                                              |
| WIM                          | Nino Gurieli                | Zonal Soviético                            |                                                              |
| WGM                          | Marta Litynskaya-Shul       | Zonal Soviético                            |                                                              |
| WIM                          | Maaja Ranniku               | Zonal Soviético                            |                                                              |
| WIM                          | Diane Savereide             | Zonal EE. UU.                              |                                                              |
| WIM                          | Nava Shterenberg            | Zonal Canadiense                           |                                                              |
|                              | Asela de Armas Pérez        | Zonal Centroamérica                        |                                                              |
| WIM                          | Berna Carrasco Araya        | Zonal Sudamérica                           |                                                              |
| WIM                          | Narelle Kellner             | Zonal Asiático Pacífico                    |                                                              |
|                              | Chan Lai Fung               | Zonal Asiático Pacífico                    |                                                              |
| WIM                          | Gordana Markovic            | Zonal África-Mediterráneo                  |                                                              |
| WIM                          | Olivera Bjelajac-Prokopovic | Zonal África-Mediterráneo                  |                                                              |
|                              | Miyoko Watai                | Reemplazo                                  |                                                              |
| Interzonal de Río de Janeiro |                             |                                            |                                                              |
| WGM                          | Irina Levitina              | Cuartos de final de 1977                   | Su hermano desertó hacia Israel no le permitieron participar |
| WGM                          | Valentina Kozlovskaya       | Cuartos de final de 1977                   |                                                              |
| WGM                          | Nana Alexandria             | Cuartos de final de 1977                   |                                                              |
| WIM                          | Jana Miles                  | Zonal Europeo Oeste 1                      | Nominadas                                                    |
| WIM                          | Borislava Borisova-Ornstein | Zonal Europeo Oeste 2                      |                                                              |
|                              | Barbara Hund                | Zonal Europeo Oeste 2                      |                                                              |
|                              | Gisela Fischdick            | Zonal Europeo Oeste 2                      |                                                              |
| WGM                          | Zsuzsa Verõci               | Zonal Europeo Este                         |                                                              |
| WIM                          | Elisabeta Polihroniade      | Zonal Europeo Este                         |                                                              |
| WIM                          | Kveta Erétova               | Zonal Europeo Este                         |                                                              |
| WGM                          | Tatiana Zatulovskaya        | Zonal Soviético                            |                                                              |
| WIM                          | Nana Ioseliani              | Zonal Soviético                            |                                                              |
| WIM                          | Rachel Crotto               | Zonal EE. UU.                              |                                                              |
|                              | Ana Luisa Carvajal Gamoneda | Zonal Centroamérica                        |                                                              |
| WIM                          | Maria Cristina Oliveira     | Zonal Sudamérica                           |                                                              |
| WIM                          | Edith Soppe                 | Zonal Sudamérica                           |                                                              |
|                              | Jayshree Khadilkar          | Zonal Asiático Oeste                       |                                                              |
| WGM                          | Milunka Lazarevic           | Zonal África-Mediterraneo                  |                                                              |

## Interzonales
Los Interzonales se disputaron en las ciudades de Alicante y Río de Janeiro entre septiembre y noviembre de 1979. Se disputaron mediante un sistema de todas contra todas donde las tres primeras clasificarían al torneo de candidatas. En caso de empate, se jugaría un desempate entre las jugadoras empatadas.
Debido al retiro de Ala Kushnir, Marta Litinskaya le ganó la repesca a Gisela Fischdick 4½-3½, quien a su vez había empatado 3-3 contra Elisabeta Polihroniade y clasificado por mejor Sonneborn–Berger.
| pos.     | Nombre                       | Elo  | 1 | 2 | 3 | 4 | 5 | 6 | 7 | 8 | 9 | 10 | 11 | 12 | 13 | 14 | 15 | 16 | 17 | 18 | pts |
| -------- | ---------------------------- | ---- | - | - | - | - | - | - | - | - | - | -- | -- | -- | -- | -- | -- | -- | -- | -- | --- |
| 1.-2.    | Lemachko, Tatiana            | 2260 | ● | ½ | 1 | 1 | 1 | ½ | 1 | 1 | 0 | 1  | ½  | ½  | ½  | 1  | 1  | 1  | 1  | 1  | 13½ |
| 1.-2.    | Akhmilovskaya, Elena         | 2295 | ½ | ● | ½ | 1 | 0 | 1 | 1 | 1 | 1 | 1  | 0  | 1  | ½  | 1  | 1  | 1  | 1  | 1  | 13½ |
| 3.       | Gurieli, Nino                | 2175 | 0 | ½ | ● | 0 | 0 | 1 | ½ | 1 | 1 | ½  | ½  | 1  | 1  | 1  | 1  | 1  | 1  | 1  | 12  |
| 4.       | Litinskaya, Marta            | 2265 | 0 | 0 | 1 | ● | 0 | 0 | 0 | 1 | ½ | 1  | 1  | 1  | 1  | 1  | 1  | 1  | 1  | 1  | 11½ |
| 5.       | Savereide, Diane             | 2160 | 0 | 1 | 1 | 1 | ● | ½ | 0 | 0 | 0 | 1  | 1  | ½  | ½  | 1  | 1  | ½  | 1  | 1  | 11  |
| 6.       | Fatalibekova, Elena          | 2290 | ½ | 0 | 0 | 1 | ½ | ● | 0 | 0 | 1 | 0  | ½  | 1  | 1  | 1  | 1  | 1  | 1  | 1  | 10½ |
| 7.       | Ivánka, Mária                | 2250 | 0 | 0 | ½ | 1 | 1 | 1 | ● | 1 | 1 | ½  | ½  | 1  | ½  | 0  | 0  | 0  | 1  | 1  | 10  |
| 8.       | Ranniku, Maaja               | 2250 | 0 | 0 | 0 | 0 | 1 | 1 | 0 | ● | ½ | 1  | ½  | ½  | 0  | ½  | 1  | 1  | 1  | 1  | 9   |
| 9.-10.   | García Vicente, Nieves       | 2130 | 1 | 0 | 0 | ½ | 1 | 0 | 0 | ½ | ● | 1  | 1  | 0  | ½  | ½  | 0  | ½  | 1  | 1  | 8½  |
| 9.-10.   | Baumstark, Gertrude          | 2170 | 0 | 0 | ½ | 0 | 0 | 1 | ½ | 0 | 0 | ●  | ½  | 0  | 1  | 1  | 1  | 1  | 1  | 1  | 8½  |
| 11.- 12. | Van der Mije, Alexandra      | 2300 | ½ | 1 | ½ | 0 | 0 | ½ | ½ | ½ | 0 | ½  | ●  | ½  | ½  | 0  | 1  | ½  | ½  | 1  | 8   |
| 11.- 12. | De Armas Perez, Asela        |      | ½ | 0 | 0 | 0 | ½ | 0 | 0 | ½ | 1 | 1  | ½  | ●  | 1  | 1  | 0  | 1  | ½  | ½  | 8   |
| 13.-14.  | Markovic, Gordana            | 2185 | ½ | ½ | 0 | 0 | ½ | 0 | ½ | 1 | ½ | 0  | ½  | 0  | ●  | ½  | 1  | 0  | 1  | 0  | 6½  |
| 13.-14.  | Njelajac-Prokopovic, Olivera | 2080 | 0 | 0 | 0 | 0 | 0 | 0 | 1 | ½ | ½ | 0  | 1  | 0  | ½  | ●  | 0  | 1  | 1  | 1  | 6½  |
| 15.      | Vujosevic, Smilja            | 2130 | 0 | 0 | 0 | 0 | 0 | 0 | 1 | 0 | 1 | 0  | 0  | 1  | 0  | 1  | ●  | 0  | 1  | 1  | 6   |
| 16.      | Carrasco Araya, Berna        |      | 0 | 0 | 0 | 0 | ½ | 0 | 1 | 0 | ½ | 0  | ½  | 0  | 1  | 0  | 1  | ●  | 0  | ½  | 5   |
| 17.-18.  | Kellner, Narelle             | 1980 | 0 | 0 | 0 | 0 | 0 | 0 | 0 | 0 | 0 | 0  | ½  | ½  | 0  | 0  | 0  | 1  | ●  | ½  | 2½  |
| 17.-18.  | Watai, Miyoko                | 1845 | 0 | 0 | 0 | 0 | 0 | 0 | 0 | 0 | 0 | 0  | 0  | ½  | 1  | 0  | 0  | ½  | ½  | ●  | 2½  |

| pos.    | Nombre                       | Elo  | 1 | 2 | 3 | 4 | 5 | 6 | 7 | 8 | 9 | 10 | 11 | 12 | 13 | 14 | 15 | 16 | 17 | pts |
| ------- | ---------------------------- | ---- | - | - | - | - | - | - | - | - | - | -- | -- | -- | -- | -- | -- | -- | -- | --- |
| 1.      | Ioseliani, Nana              | 2240 | ● | ½ | 1 | 1 | ½ | 1 | 1 | 1 | 1 | 1  | 1  | 1  | 1  | 1  | ½  | 1  | 1  | 14½ |
| 2.      | Verőci, Zsuzsa               | 2290 | ½ | ● | 1 | ½ | ½ | ½ | ½ | ½ | 1 | ½  | 1  | 1  | 1  | 1  | 1  | ½  | 1  | 12  |
| 3.      | Alexandria, Nana             | 2340 | 0 | 0 | ● | ½ | ½ | 1 | 0 | 1 | 1 | 0  | 1  | 1  | 1  | 1  | 1  | 1  | 1  | 11  |
| 4.-5.   | Fischdick, Gisela            | 2260 | 0 | ½ | ½ | ● | ½ | 1 | 1 | ½ | 1 | 1  | ½  | 0  | 1  | ½  | ½  | 1  | 1  | 10½ |
| 4.-5.   | Polironiade, Elisabeta       | 2210 | ½ | ½ | ½ | ½ | ● | ½ | 1 | ½ | ½ | ½  | ½  | 0  | 1  | 1  | 1  | 1  | 1  | 10½ |
| 6.-7.   | Kozlovskaya, Valentina       | 2265 | 0 | ½ | 0 | 0 | ½ | ● | 1 | 1 | ½ | 1  | 1  | 1  | 0  | ½  | ½  | 1  | 1  | 9½  |
| 6.-7.   | Lazarević, Milunka           | 2245 | 0 | ½ | 1 | 0 | 0 | 0 | ● | 0 | 1 | 1  | 1  | 1  | 1  | 0  | 1  | 1  | 1  | 9½  |
| 8.-9.   | Zatulovskaya, Tatiana        | 2160 | 0 | ½ | 0 | ½ | ½ | 0 | 1 | ● | ½ | 0  | 0  | 1  | 1  | 1  | 1  | 1  | 1  | 9   |
| 8.-9.   | Eretová, Kveta               | 2205 | 0 | 0 | 0 | 0 | ½ | ½ | 0 | ½ | ● | 1  | 1  | 1  | 1  | 1  | 1  | ½  | 1  | 9   |
| 10.     | Borisova-Ornstein, Borislava | 2150 | 0 | ½ | 1 | 0 | ½ | 0 | 0 | 1 | 0 | ●  | 1  | ½  | 0  | ½  | 1  | 1  | 1  | 8   |
| 11.     | Miles, Jana                  | 2225 | 0 | 0 | 0 | ½ | ½ | 0 | 0 | 1 | 0 | 0  | ●  | 1  | ½  | 1  | 1  | 1  | 1  | 7½  |
| 12.-13. | Crotto, Rachel               | 2055 | 0 | 0 | 0 | 1 | 1 | 0 | 0 | 0 | 0 | ½  | 0  | ●  | 1  | ½  | ½  | 1  | 1  | 6½  |
| 12.-13. | Khadilkar, Jayshree          | 2040 | 0 | 0 | 0 | 0 | 0 | 1 | 0 | 0 | 0 | 1  | ½  | 0  | ●  | 1  | 1  | 1  | 1  | 6½  |
| 14.     | Hund, Barbara                | 2105 | 0 | 0 | 0 | ½ | 0 | ½ | 1 | 0 | 0 | ½  | 0  | ½  | 0  | ●  | 1  | 1  | 1  | 6   |
| 15.     | Soppe, Edith                 | 1950 | ½ | 0 | 0 | ½ | 0 | ½ | 0 | 0 | 0 | 0  | 0  | ½  | 0  | 0  | ●  | 1  | 1  | 4   |
| 16.     | Cardoso, Ruth                | 1990 | 0 | ½ | 0 | 0 | 0 | 0 | 0 | 0 | ½ | 0  | 0  | 0  | 0  | 0  | 0  | ●  | ½  | 1½  |
| 17.     | Carvajal Gamoneda, Ana Luisa |      | 0 | 0 | 0 | 0 | 0 | 0 | 0 | 0 | 0 | 0  | 0  | 0  | 0  | 0  | 0  | ½  | ●  | ½   |

## Torneo de Candidatas
El torneo de candidatas se disputó en 3 fechas. Los cuartos de final se disputaron entre el marzo y junio de 1980 y las semifinales se disputaron entre septiembre y octubre de 1980, mientras que la final se disputó entre el 21 de enero y el 14 de febrero de 1981. Los cuartos de final se disputaron a la mejor de 10 partidas, mientras que las semifinales y la final se disputaron a la mejor de 12. Para los desempates, se desarrollarían 2 partidas más, y de persistir el empate se repetiría este procedimiento. En el encuentro entre Ioseliani y Gaprindashvili, tras concluir empatadas todas las partidas y los desempates, se dio como vencedora a Ioseliani por mayor número de victorias con negras.
|  | Cuartos de final    | Cuartos de final |                     |                 | Semifinales | Semifinales |  |                 | Final | Final |  |
|  |                     |                  |                     |                 |             |             |  |                 |       |       |  |
|  |                     |                  |                     |                 |             |             |  |                 |       |       |  |
|  | Nana Alexandria     | 5½               |                     |                 |             |             |  |                 |       |       |  |
|  | Nana Alexandria     | 5½               |                     |                 |             |             |  |                 |       |       |  |
|  | Elena Akhmilovskaya | 3½               |                     |                 |             |             |  |                 |       |       |  |
|  | Elena Akhmilovskaya | 3½               |                     | Nana Alexandria | 7           |             |  |                 |       |       |  |
|  |                     |                  |                     | Nana Alexandria | 7           |             |  |                 |       |       |  |
|  |                     |                  | Marta Litinskaya    | 5               |             |             |  |                 |       |       |  |
|  | Marta Litinskaya    | 4½               | Marta Litinskaya    | 5               |             |             |  |                 |       |       |  |
|  | Marta Litinskaya    | 4½               |                     |                 |             |             |  |                 |       |       |  |
|  | Tatiana Lemachko    | 3½               |                     |                 |             |             |  |                 |       |       |  |
|  | Tatiana Lemachko    | 3½               |                     |                 |             |             |  | Nana Alexandria | 6½    |       |  |
|  |                     |                  |                     |                 |             |             |  | Nana Alexandria | 6½    |       |  |
|  |                     |                  | Nana Ioseliani      | 2½              |             |             |  |                 |       |       |  |
|  | Nana Ioseliani      | 6                | Nana Ioseliani      | 2½              |             |             |  |                 |       |       |  |
|  | Nana Ioseliani      | 6                |                     |                 |             |             |  |                 |       |       |  |
|  | Zsuzsa Verőci       | 3                |                     |                 |             |             |  |                 |       |       |  |
|  | Zsuzsa Verőci       | 3                |                     | Nana Ioseliani  | 7           |             |  |                 |       |       |  |
|  |                     |                  |                     | Nana Ioseliani  | 7           |             |  |                 |       |       |  |
|  |                     |                  | Nona Gaprindashvili | 7               |             |             |  |                 |       |       |  |
|  | Nona Gaprindashvili | 6                | Nona Gaprindashvili | 7               |             |             |  |                 |       |       |  |
|  | Nona Gaprindashvili | 6                |                     |                 |             |             |  |                 |       |       |  |
|  | Nino Gurieli        | 3                |                     |                 |             |             |  |                 |       |       |  |
|  | Nino Gurieli        | 3                |                     |                 |             |             |  |                 |       |       |  |
|  |                     |                  |                     |                 |             |             |  |                 |       |       |  |

### Cuartos de final
|               | Elo  | 1 | 2 | 3 | 4 | 5 | 6 | 7 | 8 | 9 | 10 | Total |
| ------------- | ---- | - | - | - | - | - | - | - | - | - | -- | ----- |
| Alexandria    | 2335 | 1 | ½ | 0 | ½ | 1 | 1 | ½ | ½ | ½ |    | 5½    |
| Akhmilovskaya | 2315 | 0 | ½ | 1 | ½ | 0 | 0 | ½ | ½ | ½ |    | 3½    |

|                | Elo  | 1 | 2 | 3 | 4 | 5 | 6 | 7 | 8 | 9 | 10 | Total |
| -------------- | ---- | - | - | - | - | - | - | - | - | - | -- | ----- |
| Gaprindashvili | 2375 | 1 | 1 | ½ | 0 | ½ | 1 | 0 | 1 | 1 |    | 6     |
| Gurieli        | 2255 | 0 | 0 | ½ | 1 | ½ | 0 | 1 | 0 | 0 |    | 3     |

|                 | Elo  | 1 | 2 | 3 | 4 | 5 | 6 | 7 | 8 | 9 | 10 | Total |
| --------------- | ---- | - | - | - | - | - | - | - | - | - | -- | ----- |
| Verőci-Petronić | 2285 | ½ | ½ | ½ | ½ | 0 | ½ | ½ | 0 | 0 |    | 3     |
| Ioseliani       | 2310 | ½ | ½ | ½ | ½ | 1 | ½ | ½ | 1 | 1 |    | 6     |

|                   | Elo  | 1 | 2 | 3 | 4 | 5 | 6 | 7 | 8 | 9 | 10 | Total |
| ----------------- | ---- | - | - | - | - | - | - | - | - | - | -- | ----- |
| Lemachko, Tatiana | 2235 | ½ | ½ | 0 | ½ | 0 | 1 | 0 | 0 |   |    | 2½    |
| Litinskaya        | 2280 | ½ | ½ | 1 | ½ | 1 | 0 | 1 | 1 |   |    | 5½    |

### Semifinales
|                | Elo  | 1 | 2 | 3 | 4 | 5 | 6 | 7 | 8 | 9 | 10 | D1 | D2 | D3 | D4 | Total | VN |
| -------------- | ---- | - | - | - | - | - | - | - | - | - | -- | -- | -- | -- | -- | ----- | -- |
| Ioseliani      | 2310 | ½ | 0 | ½ | ½ | ½ | 1 | 0 | 0 | 1 | 1  | ½  | ½  | ½  | ½  | 7     | 2  |
| Gaprindashvili | 2375 | ½ | 1 | ½ | ½ | ½ | 0 | 1 | 1 | 0 | 0  | ½  | ½  | ½  | ½  | 7     | 1  |

|            | Elo  | 1 | 2 | 3 | 4 | 5 | 6 | 7 | 8 | 9 | 10 | D1 | D2 | Total |
| ---------- | ---- | - | - | - | - | - | - | - | - | - | -- | -- | -- | ----- |
| Litinskaya | 2280 | 0 | ½ | 0 | ½ | 1 | 1 | 1 | ½ | ½ | 0  | 0  | 0  | 5     |
| Alexandria | 2335 | 1 | ½ | 1 | ½ | 0 | 0 | 0 | ½ | ½ | 1  | 1  | 1  | 7     |

### Final
|            | Elo  | 1 | 2 | 3 | 4 | 5 | 6 | 7 | 8 | 9 | 10 | 11 | 12 | Total |
| ---------- | ---- | - | - | - | - | - | - | - | - | - | -- | -- | -- | ----- |
| Alexandria | 2295 | 0 | 1 | 1 | 1 | 1 | ½ | ½ | 1 | ½ |    |    |    | 6½    |
| Ioseliani  | 2345 | 1 | 0 | 0 | 0 | 0 | ½ | ½ | 0 | ½ |    |    |    | 2½    |